# Jean II de Neufchâtel-Montaigu
 (décembre 2023).
Si vous disposez d'ouvrages ou d'articles de référence ou si vous connaissez des sites web de qualité traitant du thème abordé ici, merci de compléter l'article en donnant les références utiles à sa vérifiabilité et en les liant à la section « Notes et références ».
Jean II de Neufchâtel (* fin 1417 / début 1418 ; † juin/septembre 1489 à Vuillafans) est un militaire et diplomate bourguignon et français.

## Biographie
Jean II de Neufchâtel est le deuxième fils de Thiébaut VIII de Neufchâtel, seigneur de Neufchâtel et de Châtel-sur-Moselle, et d'Agnès de Montfaucon, le frère cadet de Thiébaut IX de Neufchâtel, et le petit-neveu de Jean Ier de Neufchâtel. Il est issu de la famille noble de Neufchâtel-en-Bourgogne et a été :
- Seigneur de Reynel, Mussey, Mathons et Morancourt (qu'il reçut de son père au début de 1431 à sa majorité),
- Baron de Montaigu[1], d'Amance et de Fontenoy-le-Château, seigneur de Fondremand, Port-sur-Saône, Liesle, Chissey et Buffard, suzerain de Thoraise et de Torpes, bailli de Faverney et Calmoutier (11 janvier 1431 par Jean Ier de Neufchâtel, contesté probablement jusqu'en 1438),
- Seigneur de Marnay, Lavoncourt et Montlevon-en-Brie (23 août 1439 comme héritier de sa mère),
- Seigneur de Vuillafans-le-Vieux[2] (14 mai 1445 par sa marraine Jeanne de Montfaucon)[3],
- Seigneur de Bouclans (acheté le 19 juin 1466), etc.

Jean II de Neufchâtel est au service du duc de Bourgogne à partir de 1442 dans la lutte contre les Écorcheurs ; en novembre, il accompagne son père aux négociations, à Besançon, sur la succession dans le duché de Luxembourg entre le duc et l'empereur Sigismond.
Dans la nuit du 22 au 23 novembre 1443, ses soldats envahissent inopinément Luxembourg, occupent la ville puis la livrèrent au duc de Bourgogne.
En 1444, il commande 500 archers picards en Bourgogne.
De 1445 à 1447 il est, avec Thiebaut IX, négociateur avec Albert VI d'Autriche et Guillaume de Bade-Sausenberg pour l'inféodation au duc des Pays-Bas et du comté de Bourgogne par l'empereur (Traité de Bruges du 18 mai 1447).
Le 30 avril 1451, il est intronisé dans l'Ordre de la Toison d'Or au chapitre de Mons.
Lors de l'insurrection de Gand, il fait partie de la garde du corps du duc à la bataille de Geraardsbergen le 4 avril 1452 ; le 28 avril, il obtient la levée du blocus d'Audenarde, le 9 juin il participe à la bataille de Bazel et le 11 juin à la bataille de Rupelmonde. Entre le 25 et le 30 juin il conquiert Schendelbeke, du 16 au 23 juillet il participe au siège de Gavere. Le 31 juillet, il assiste à la soumission de Gand.
En septembre 1456, il escorte le Dauphin en fuite du Jura à Namur, et l'été suivant il organise la fuite de Charlotte de Savoie, la femme du Dauphin, également à Namur.
En 1460, il devient premier chambellan, responsable de la seconde moitié de l'année de la « deuxième chambre ». Lors de la campagne contre Liège la même année, il participe à la conquête de Dinant le 25 août 1460 et assiste à la capitulation de Liège le 8 septembre.
Lors de la guerre de la Ligue du Bien public en 1465, il chasse les Français du Bourbonnais et conquiert Moulins. En 1468, il agit comme adjoint (lieutenant) du gouverneur Philippe de Bresse en chef de l'armée bourguignonne, Philippe n'exerçant pas sa charge. En 1469, il est envoyé avec Pierre de Bauffremont auprès du roi Louis XI puis auprès du duc François II de Bretagne.
Le 3 septembre 1470, il devient lieutenant général du duc en Bourgogne. En novembre, il commande 5 000 soldats pour combattre les bandits de grand chemin en Alsace. Le 26 mai 1471, il conduit 800 lanciers de Bourgogne aux Pays-Bas pour rejoindre l'armée du duc. Le 18 février 1472, il est remplacé comme lieutenant général par Antoine de Luxembourg, comte de Roussy. Le 2 mars 1476, il combat à la bataille de Grandson, mais pas le 22 juin 1476 à la bataille de Morat en raison d'une maladie.
Après la mort de Charles le Téméraire en 1477, il participe encore au chapitre de l'Ordre de mai 1478, mais fait ensuite une donation au roi de France, Louis XI, le 22 juillet 1478. Le serment féodal le nommant conseiller et chambellan le 21 octobre 1479, puis plus tard dans l'année gouverneur du comté de Corbeil. Le 7 avril 1480, il reçoit le comté de Joigny et la seigneurie de Vitteaux, qui avaient été enlevés à Charles de Chalon-Arlay. Son fils Jean III doit épouser l'héritière Charlotte de Chalon, déjà liée par un contrat de mariage à Adrien de Sainte-Maure de Nesle - Louis XI fait même emprisonner la mariée et sa mère à Corbeil, mais sans succès, car Charlotte épouse Sainte-Maure le 9 octobre 1480.
Après son changement de camp, Jean II de Neufchâtel est expulsé de l'Ordre de la Toison d'or le 5 mai 1481 - bien qu'en octobre 1484 il soit admis dans l'homologue français, l'Ordre de St-Michel. En 1486 il se retire à Vuillafans, le 29 juin 1489 il apparaît pour la dernière fois, et le 28 septembre, il meurt. Il est inhumé au couvent des Jacobins de Besançon.

## Mariage et descendance
Jean II de Neufchâtel épousa le 20 novembre 1437 à Hesdin, Margarida de Castro, Dame de Saint-Aubin en 1437 (par don de la duchesse Isabelle), † entre la fin 1475 et le 19 novembre 1479, inhumée en l'église du monastère Notre-Dame la Blanche à Faverney, fille de Fernando de Castro, Senhor de Ançã, Monsanto i de Bogilobo, maréchal de la cour portugaise et Mecia de Sousa. De cette union sont issus :
- Philippe (* probablement 1438, † 1488), seigneur de Fontenoy, 1482 vicomte de Lunel ; ∞ Catherine de Baden-Hachberg (* 1450, † 1498), fille de Rodolphe IV, margrave de Rötteln, comte de Neuchâtel, et de Marguerite de Vienne (petite-fille de Guillaume)
- Charles († 1498), 1463-1498 Archevêque de Besançon, 1480-1498 évêque commendataire de Bayeux, 1489 Président des Etats de Bourgogne.
- Isabeau (* probablement 1442/43, † 1479), ∞ Louis de Vienne, seigneur de Ruffey († 1483/86)[6]
- Isabelle († 1471), ∞ Philibert Philippe de La Palud-Varambon, Comte de La Roche († 1473)
- Jeanne (* probablement 1449, † 1475), ∞ Guillaume Ier, seigneur de Rappoltstein († 1507)
- Marguerite (* 1451, † 1476), 1458 religieuse à Sainte-Waudru (Mons)
- Fernand(o) (* probablement 1452, † 1522), Seigneur de Marnay etc.; ∞ I Madeleine de Vinstingen († 1496), ∞ II Claude de Vergy († 1512) (Maison de Vergy) ; ∞ III Etiennette de la Baume, fille de Marc, 5e Comte de Montrevel († 1521) (La Baume-Montrevel)
- Jean III († 1510), seigneur de Saint-Aubin etc.; ∞ Catherine de Rougemont († 1499)
- Avoye (* probablement 1465, † 1493), ∞ Hélyon (Louis) de Grandson, seigneur de Lamarche-sur-Saône († 1505)

De plus, il a deux filles illégitimes, Estevenette et Jeanne, qui sont attestées en 1489.

## Armoiries
| Blason | Blasonnement : Écartelé aux 1 et 4 de gueules à la bande d'argent (de Neufchâtel) et aux 2 et 3 de gueules à l'aigle d'argent (de Bourgogne). |